# Pluvier de Swinhoe
Anarhynchus dealbatus
Espèce
Synonymes
Charadrius dealbatus
Statut de conservation UICN

LC : Préoccupation mineure
Le Pluvier de Swinhoe (Anarhynchus dealbatus, anciennement Charadrius dealbatus) est une espèce de petits oiseaux limicoles appartenant à la famille des Charadriidae.

## Dénomination
Son nom latin vient du grec kharadrios, désignant un oiseau aquatique nocturne, et du latin dealbare signifiant "blanchir" ; cette dénomination est probablement issue de la comparaison entre celui-ci et le Pluvier à collier interrompu.

## Description
Le pluvier de Swinhoe possède un dos gris-brun pâle, avec des dessous entièrement blancs, avec une légère teinte crème. Son bec est noir, avec une base plus pâle sur la partie inférieure, et ses pattes brunes. Il possède une fine bande sombre sur son flanc. Il a une couronne brun pâle, tendant vers l'orange à l'arrière et une bande sombre à l'avant. Son front, sa nuque et le tour de ses yeux sont blancs, légèrement tachetés de brun pâle.
Le pluvier de Swinhoe est assez proche de son cousin le Pluvier à collier interrompu. Il peut en être différencié par son bec légèrement plus long (environ 1 cm de plus), et un corps plus long chez les mâles. Il est également différenciable par le plumage, celui du Pluvier à collier interrompu étant plus sombre, avec des plumes sombres autour des yeux.

## Répartition et habitat

### Répartition
L'espèce se trouve uniquement en Asie du Sud-Est, en particulier en Chine et au Viêt Nam durant l'été, et en Thaïlande et en Malaisie durant l'hiver,. Elle a également été observée à Sumatra.

### Habitat
Le pluvier de Swinhoe est présent dans les régions côtières ouvertes et sablonneuses.

## Écologie et comportement

### Alimentation
Le pluvier se nourrit d'animaux dans les sables des plages à marée basse, notamment dans les laisses de mer (mollusques, vers, crustacés, insectes).

### Vocalisations
Le pluvier de Swinhoe est plutôt silencieux en dehors de la période de reproduction, émettant occasionnellement un cri d'alarme aigu tip. Ses vocalisations sont très proches de celles du Pluvier à collier interrompu. Il possède probablement un chant spécifique à la reproduction comme le reste du genre Anarhynchus, mais celui-ci n'est pas connu.

## Systématique
L'espèce a été décrite par l'ornithologue britannique Robert Swinhoe en 1870, sous le nom Aegialites dealbatus. L'espèce n'a cependant pas été correctement réobservée avant les années 90, et formellement établie en 2008. Elle est aujourd'hui acceptée par la plupart des classifications, et considérée comme monotypique. Elle a également été confondue comme une sous-espèce du Pluvier à collier interrompu, dont il est très proche génétiquement ; les deux espèces forment un bon exemple du phénomène de spéciation. On estime qu'elles ont commencé leur séparation il y a environ 0,86 million d'années.

## Le pluvier de Swinhoe et l'humain

### Conservation
La population du pluvier de Swinhoe est mal connue, et l'espèce ne possédait pas de classification à l'UICN en 2021. En 2023, l'UICN a classé l'espèce en préoccupation mineure.